# Coudreceau
Coudreceau foi uma comuna francesa na região administrativa do Centro, no departamento Eure-et-Loir. Estendia-se por uma área de 13,39 km². Em 2010 a comuna tinha 432 habitantes (densidade: 32,3 hab./km²).
Em 1 de janeiro de 2019, passou a formar parte da nova comuna de Arcisses.